# 台北城

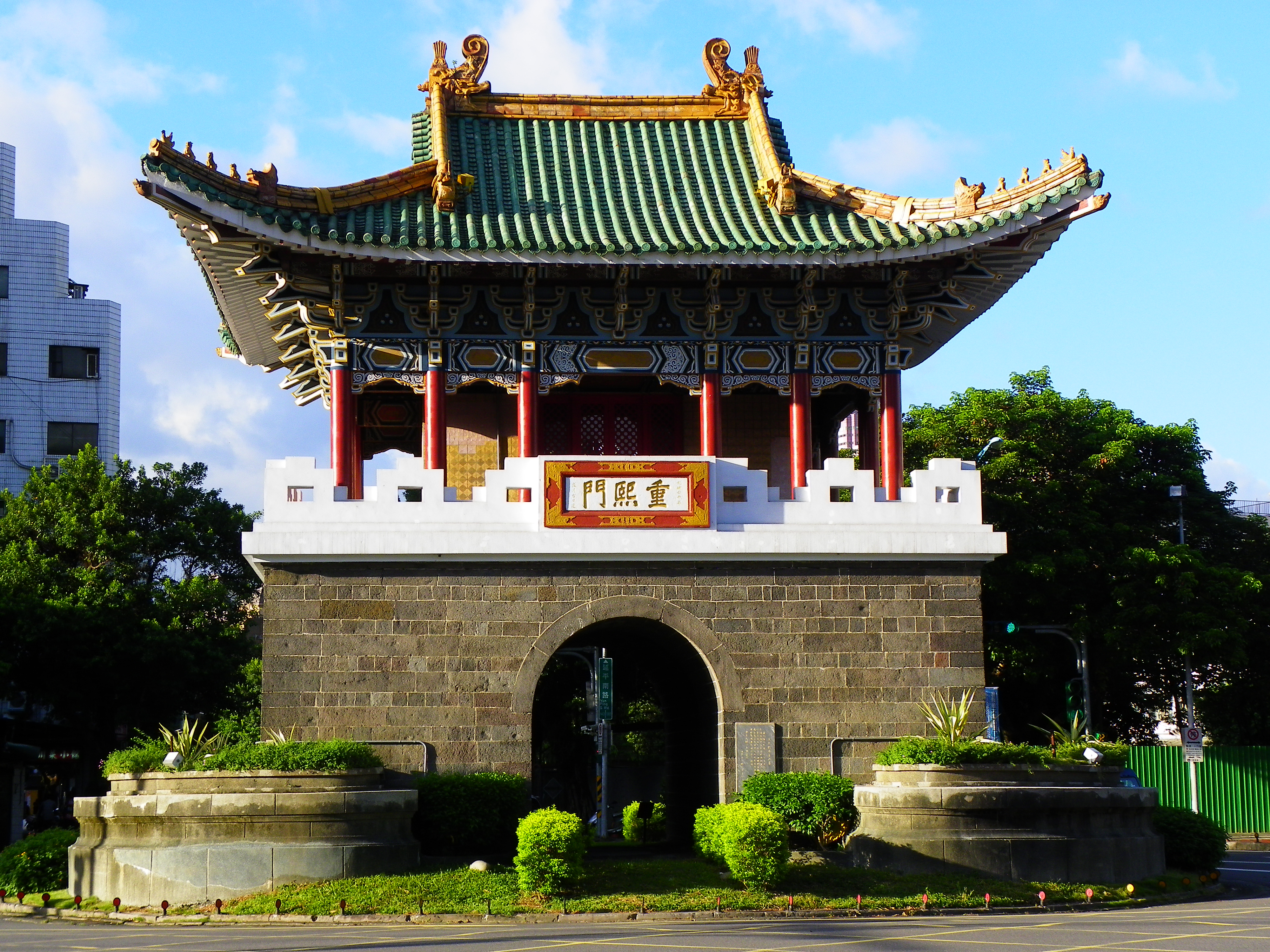
小南門

台北城（たいほくじょう）は清代に台湾の台北大稲埕と艋舺の間に築城された面積約1.4平方キロメートルの城郭。台北府の所在地であったことから台北府城とも称された。
台北城は1879年に建設計画が提出され1882年に着工、1884年に完成している。完成した台北城は1904年に台湾総督府により城壁の大部分が撤去され僅かに4つの城門が残るのみとなり、実質的に20年間しか存在しなかった。1935年に台湾総督府により4つ残された城門が史跡指定された。
戦後、残された城門は中華民国の一級古蹟に指定され、台北府城（北門、小南門、東門、南門）と称されている。

## 歴史

### 築城の必要性

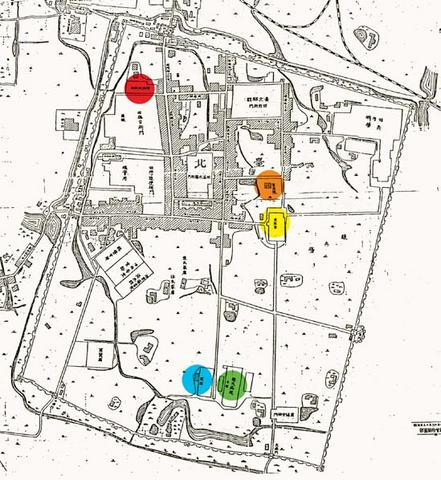
台北城古地図、緑部は現在の北一女。

清代の18世紀中期の乾隆、嘉慶年間以降、泉州より多くの移民が台湾に移住し淡水河ほとりの艋舺地区に定住した。その後平埔族との通婚により人口が増大、「一府二鹿三艋舺」と称される繁栄を築いた。しかし1853年に分類械闘あるいは頂下郊拚という地域闘争に敗れた泉州同安人は大稲埕に移住し商業に従事するようになった。これ以来艋舺と大稲埕が台北の中心地として栄えるようになった。
1871年、台湾出兵により琉球に対する宗主権を喪失した清朝は、日本の勢力が台湾に及ぶことに危機感を抱き、台湾を中国防衛の前線と位置づけ、1875年に福建巡撫の沈葆楨が上奏した『台北擬建一府三県』奏摺を採用し台北府城が正式成立することとなった。

### 経過
台北建府之議が裁可されてまもなく、防衛上の必要性から試署知府林達泉が1878年に実地調査を行い艋舺と大稲埕の間に位置する未開の荒地が選定され、台北府城官署、宗廟等の建築が構想された。しかし林達泉は台北が正式開府されるのを待たず死去している。
1879年台北が正式開府した。初代知府の陳星聚と1881年に直属の上官である福建巡撫岑毓英は積極的に台北城建設に取り組み、1882年に台湾兵備道劉璈により正式に着工された。陳星聚知府と台湾道劉璈の協力による清朝最後の風水石城である台北城は1884年に完成を迎えた。
台北城完成後、城内では次々と文廟（右図で緑色部分）、武廟（青）、聖王廟（オレンジ）、城隍廟（赤）、天后宮（黄色）が完成した。この他に同時に淡水庁、台北府、布政使、台湾巡撫等衙門なども建設され、台北が政治・宗教の中心地としての地位を獲得するに至った。

### 日本軍の入城

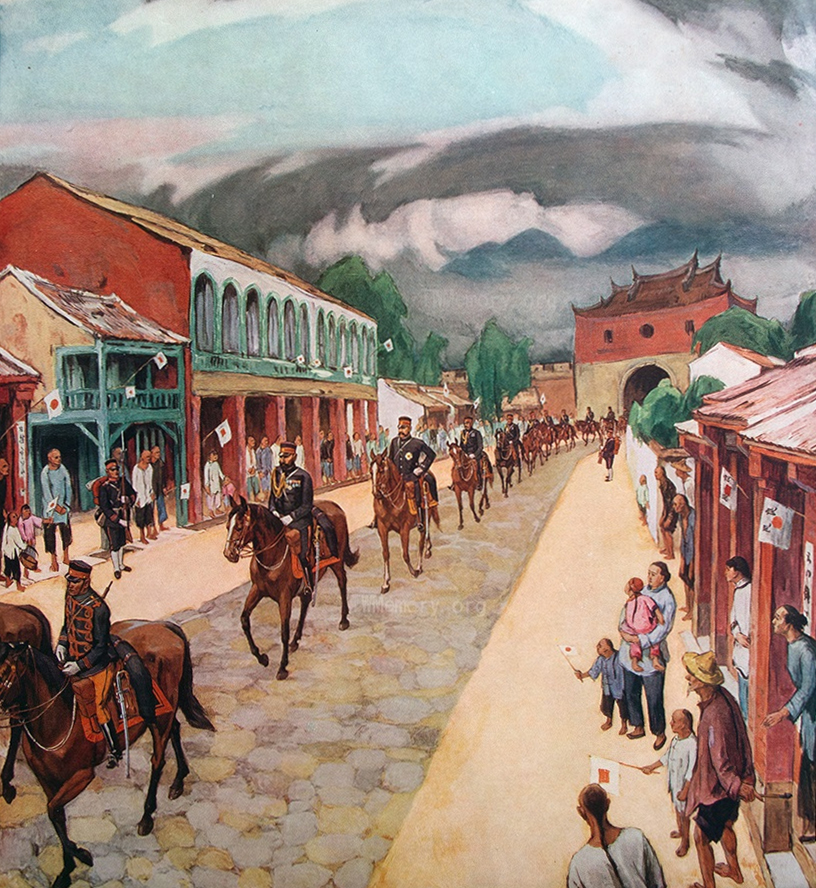
日本軍の台北入城を描いた想像図。遠方に北門が見える

1884年清仏戦争が勃発すると基隆方面よりフランス軍が台北に迫り、暖暖一帯で清軍により撃破される事件が発生した。この時は完成間もない台北城に戦火が及ぶことはなかった。台北城が戦火に巻き込まれたのは1895年の日清戦争である。しかし日清戦争でも台北城はその本来の防禦機能を発揮することはなく、日本軍は平和進駐することとなった。
日本軍の平和進駐では当時鹿港出身で台北で商業を営んでいた辜顕栄がキーパーソンとして登場する。日本軍の進駐が近付くと清朝官員は次々と台湾を離れ、また台湾民主国建国の運動も瓦解した当時台北城内が動乱化することを憂え、基隆一帯に進駐している日本軍を訪問、平和進駐の方法を協議した。『台湾通史』によれば林維源、林朝棟、丘逢甲らは相次いで台湾を離れ、艋舺紳士の李秉鈞、呉聯元、陳舜臣らは事態を収拾できず、大稲埕李春生に日本軍へ鎮撫要請を求めたが、軍使となる者がいなかった。辜顕栄は台北の情況を見て自ら基隆に赴き総督に対し事態収拾を要請した。これにより日本軍の平和進駐が決定し、18日には北白川宮能久親王が、21日には樺山資紀総督が台北に入場し、軍政を開始したと記されている。これ以外に『台湾総督府大誌』には大混乱に陥った台北を収拾させるために士紳らが商人の辜顕栄を派遣し日本軍の入城を迎えたと記録されている。
1895年6月7日、辜顕栄が日本軍を北門に案内すると、城内に住む老婦人陳法とその家族が城壁より梯子を下ろし日本軍を案内した。

### 城壁撤去

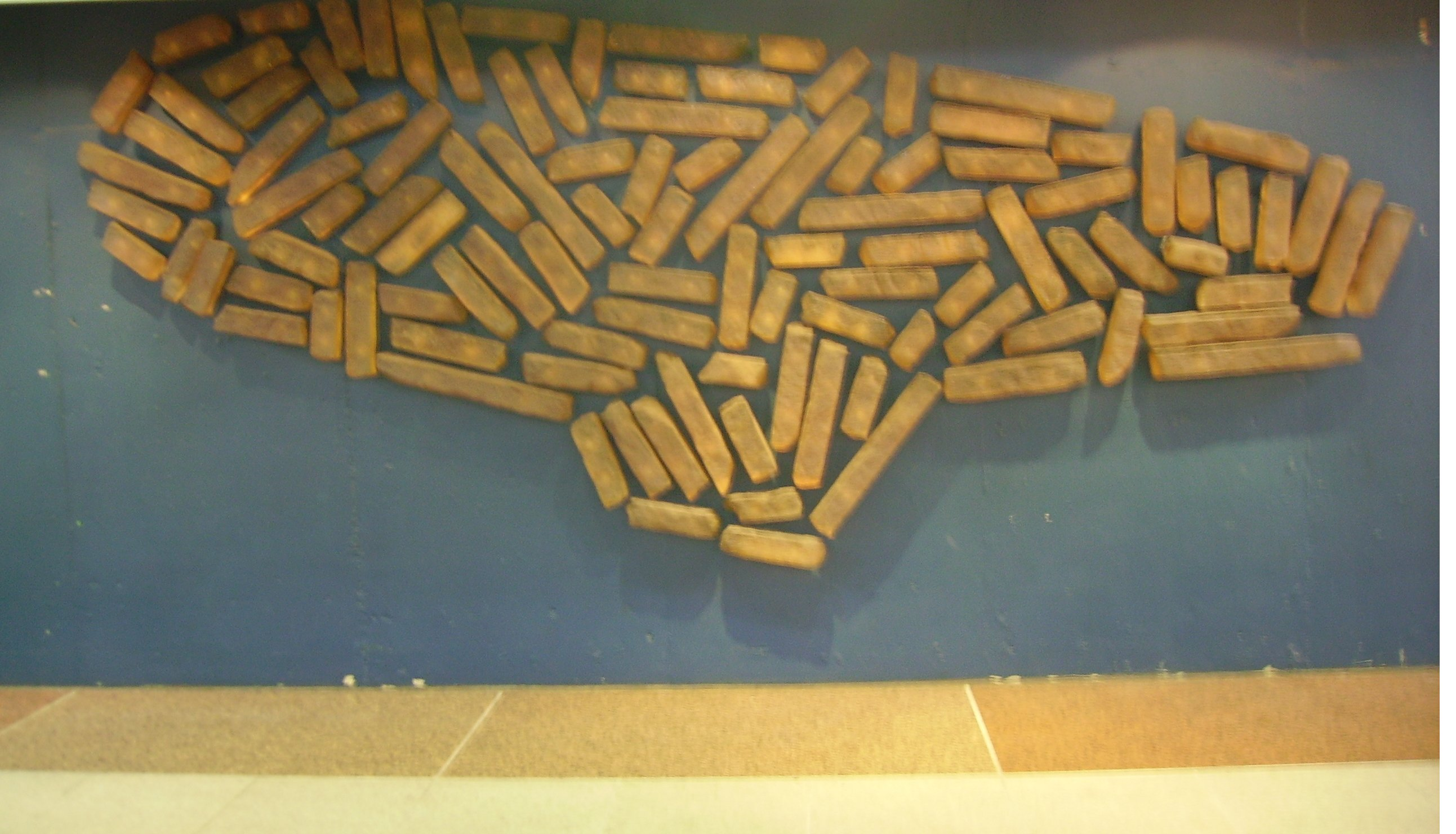
2000年、台北城の石材を用いた現代芸術作品。

台北城に日本軍が進駐すると、台北防衛に対する城壁に関してさまざまな意見が出され、1897年に成立した「台北市区計画委員会」は協議の結果城壁の撤去が決定した。そして1899年に公示された第一次市区改正計画で、台湾総督府は街区整理と縦貫道路建設のため台北城壁の一部撤去に着手した。
1900年に発表された台湾初の都市計画の中で、台湾総督府は堀を埋め立て、台北城壁と堀の間の空間を公園とし、また門を9ヶ所追加し城壁を貫通する道路の建設が始まった。西門はこの時に取り壊されている。

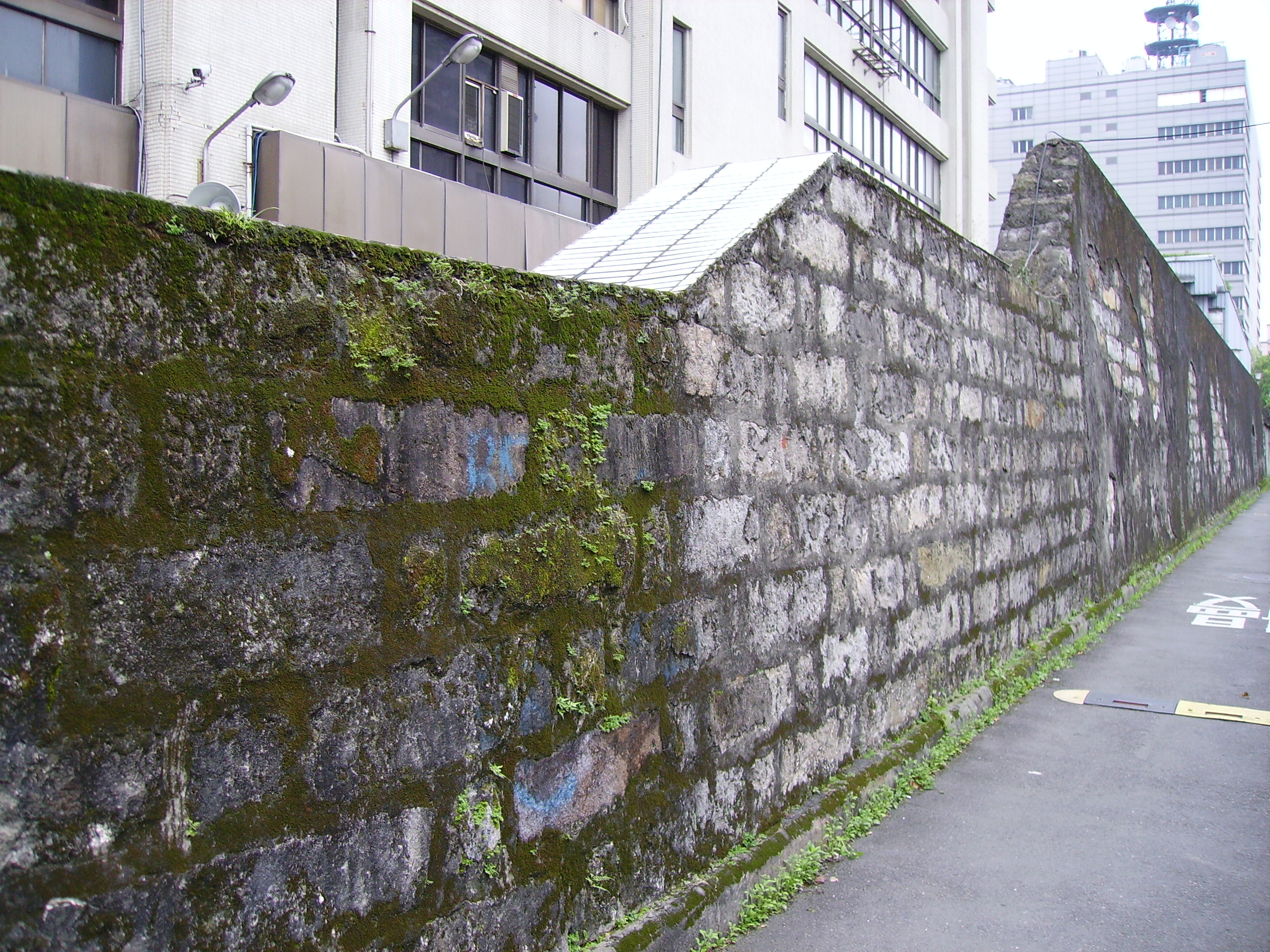
台北城壁取り壊し後に建設された台北監獄の塀。

大規模な取り壊しは1901年の第二次市区改正計画の公示後である。計画では台北城の全ての城門が取り壊される予定であったが、住民感情を考慮した総督府により計画の一部が変更され、北門、東門、南門、小南門の保存が決定した。そして1904年末、保存が決定した四門以外の城壁がほぼ全て取り壊され、城壁の石材は東門付近に集められ台北監獄と兵営（現在の陸軍総本部）が建設された。城壁跡は大通りとして整備され、現在でも台北市内の重要な交通動線となっている。

## 台北城の特色
台北城は陳星聚と劉璈が風水に基づき建設したものであり、その立地は伝統に基づくものであった。北東から南西にかけて緩やかに傾斜する台北城は北に大屯山と七星山を置き、城内の中心線は北極星に向かっていた。

## 規模と特色

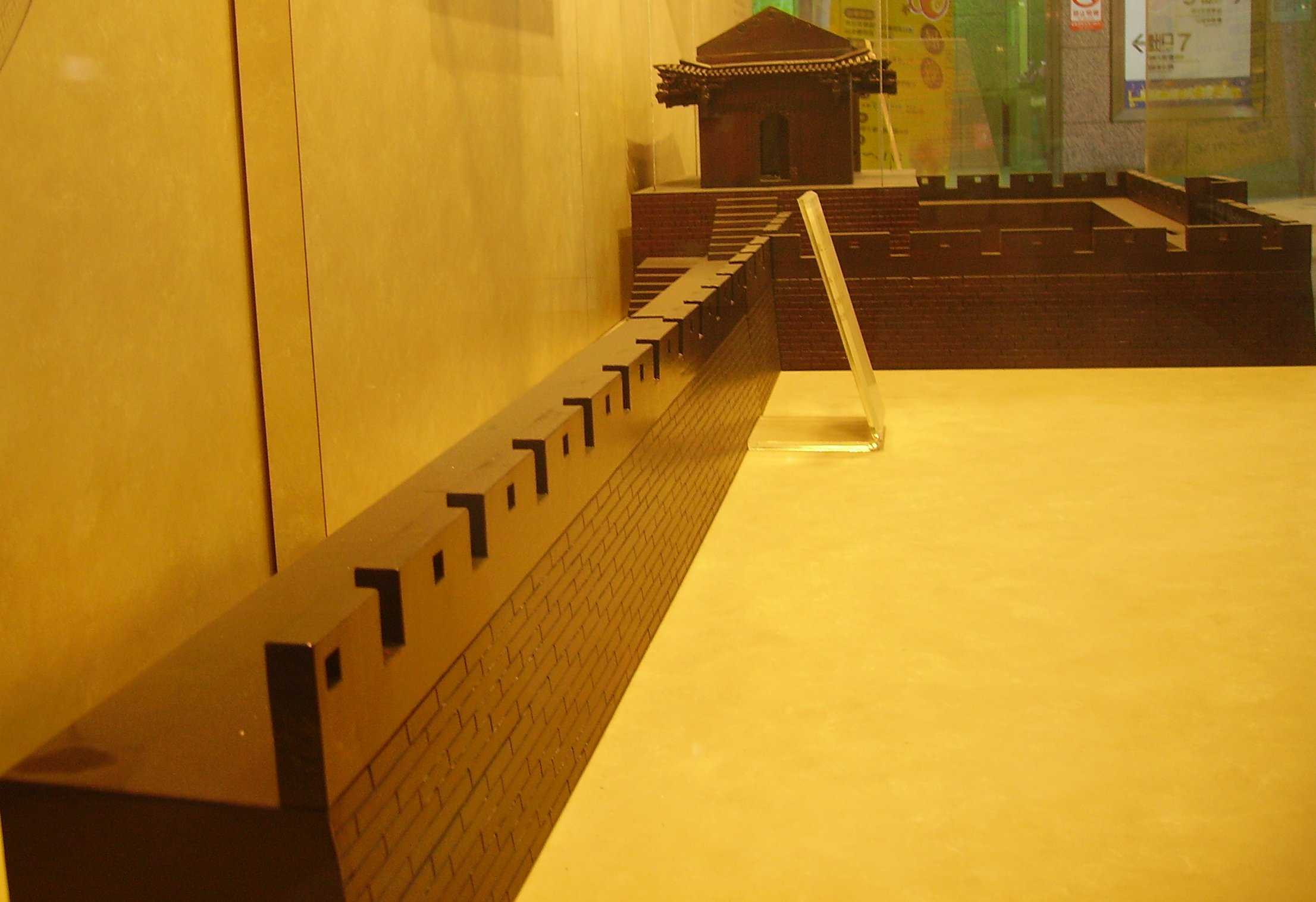
台北城の模型

台北城は台湾で唯一の石城であり、長方形の形状をしている清代最後の風水石城である。
- 城高：約5m。
- 城寬：約4m。
- 南北：約1.3km。
- 東西：約1km。
- 面積：約1.4km2
- 主要建材：
  - 城壁の石材は内湖（大直）金面山（中国語版）で産出されたものであり、金面山南山麓の「北勢湖清代打石場」で加工されたものが主に使用されている。材材質は火成岩の一種の安山岩であるが、一部は唭哩岸が使用されている。
  - 地盤が軟弱であったため、一尺から三尺の石材を敷き詰めて基礎としている。
  - 城門の瓦：内湖（大直）の北勢湖と枋寮（現在の中和市）にて製造された。
  - 石灰：大稲埕の河原に石灰窯が設けられた。この他糯米と砂糖を混ぜたものが石材の接着に用いられた。

## 城門

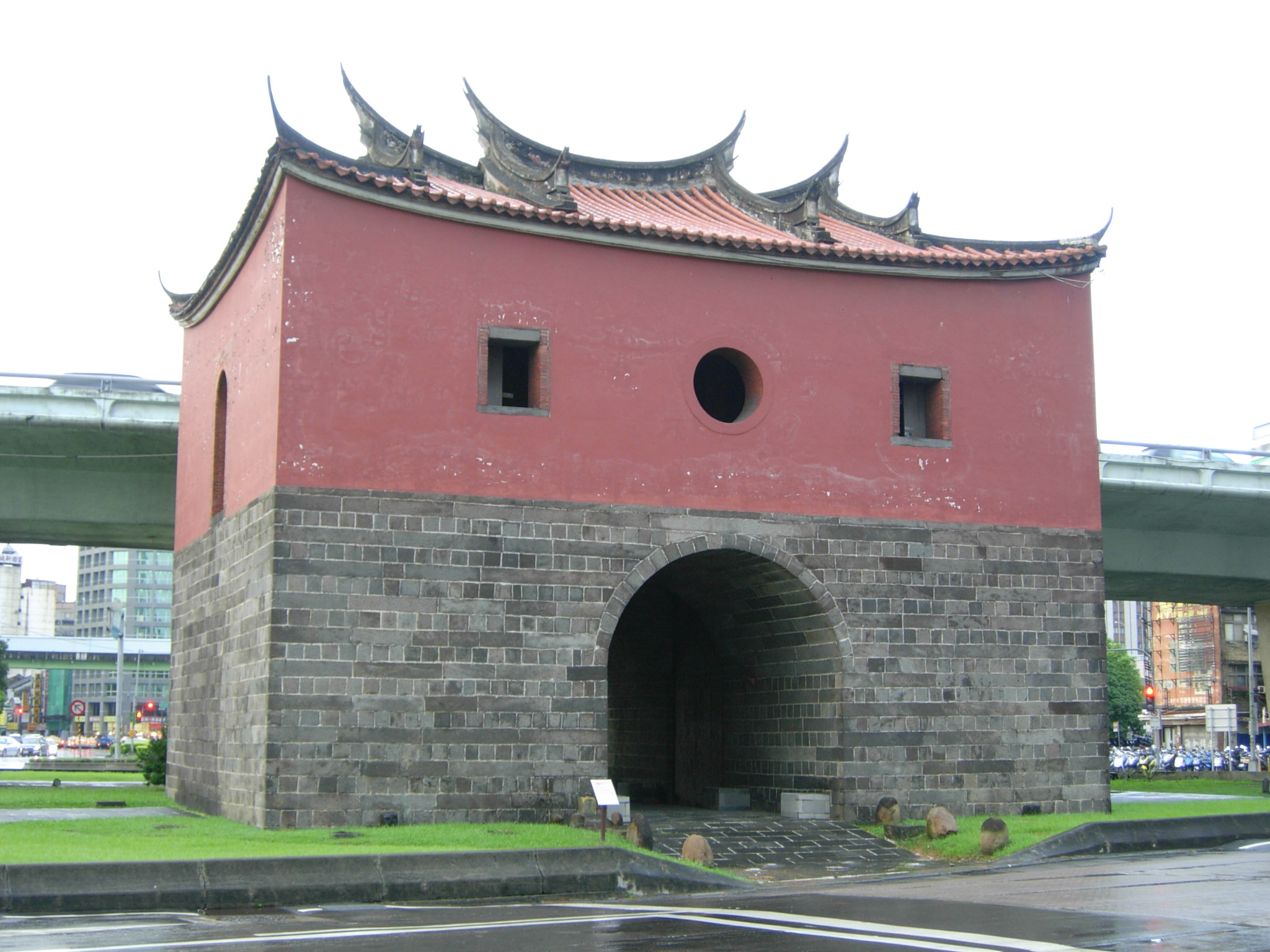
台北城北門、左上部に近年撤去された高架橋が見える。

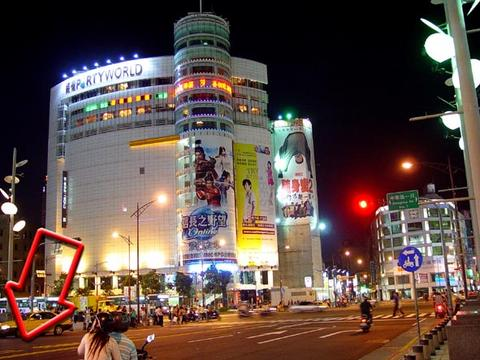
旧西門に位置する城門出口。

台北捷運西門駅6番出口一帯。城門入口には“宝成門旧址”の石碑があり、出口から東に80メートルほど進んだ北行バス専用道路一帯である。
城門は北門の承恩門、南門の麗正門、小南門の重熙門、東門の景福（照正）門、西門の宝成門がある。
伝承によれば台北城が完成して間もない時期は建築物を伴わない簡単な門であったが、後に士紳の献金により門楼が建築されたと言われている。
北門は台北城の表玄関であり、正式名称を「承恩門」と称す。清朝に仕え皇帝の恩顧を得ることから命名された。この城門の建築様式は台湾では珍しい碉堡様式であり城碟と槍孔を備えている。城門前には河溝口の護城河が設けられ、建材は淡水河から護城河を経て運ばれた。承恩門は日本統治時代に外郭や官亭が取り壊されたが、北門自体は完全な姿で今日まで伝わり中華民国の国家一級古蹟に指定されている。
西門は「宝成門」と称し台北城城門の中で最も華麗な姿であったことからこのように命名された。1900年市区改正に伴う城壁取り壊しに際し、台湾総督府は西門一帯の広大な土地（後の西門町）を日本人の活動に供すことを考えた。取り壊しに反対した台湾総督府図書館長山中樵の建議などもあったが、最終的に撤去が実行されると民衆からの反発が強まり、これにより他の四門の撤去計画が撤回された。西門の所在地には「寶成門旧址」の石碑が於西門ロータリーに建設されている。
この他南門は台北城最大の城門である。南門の南側に小南門が設けられ艋舺と枋橋の交通に供されていた。また東側には「景福門」が設けられ、こちらは有事に際しての封鎖することが可能な建築であった。これら三門は福建様式で建築されていたが、1965年に政府の市内景観の観光需要への統一政策の中で北方様式に改築されている。

## 築城120年

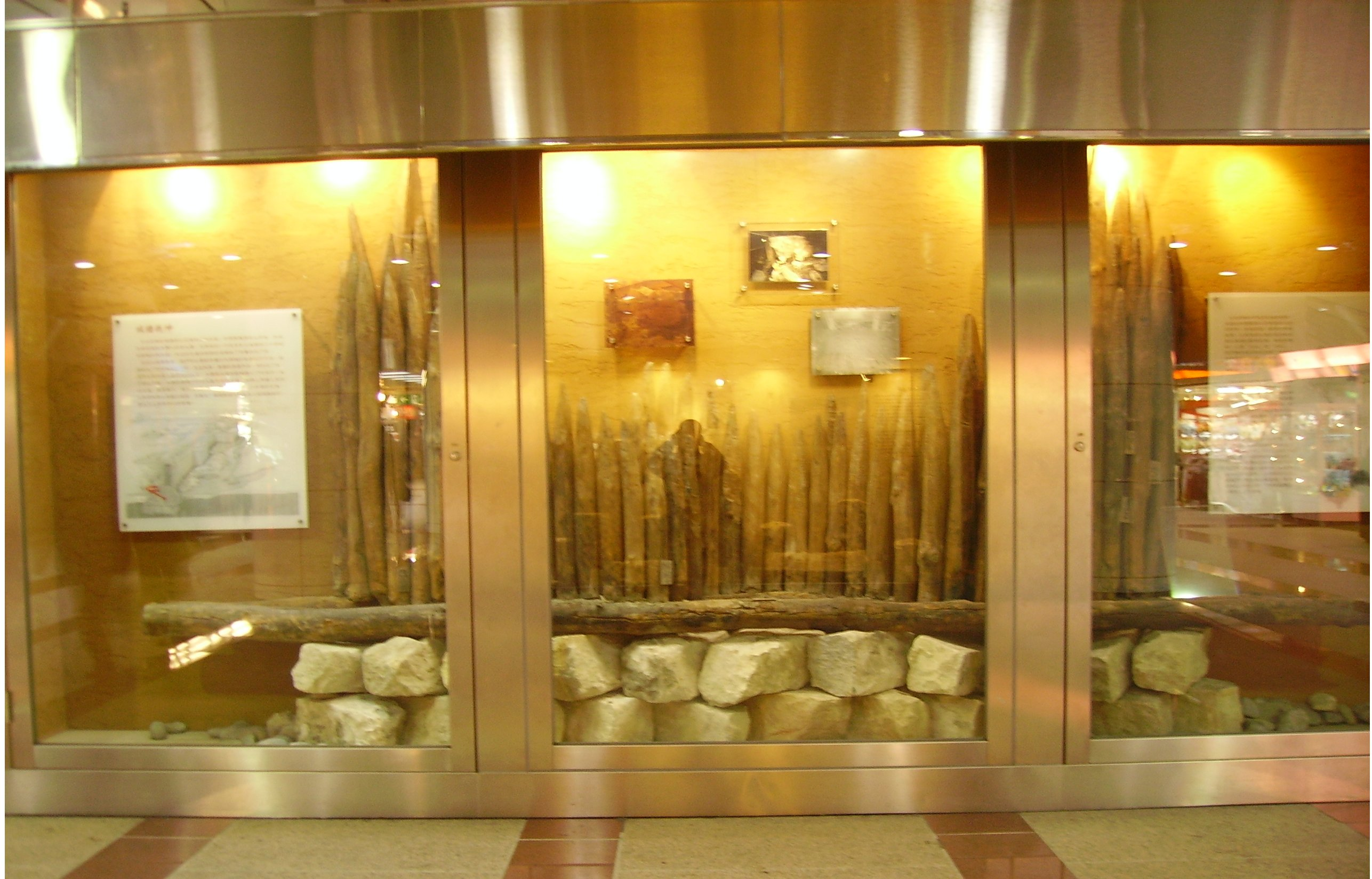
1993年に発掘された石材。

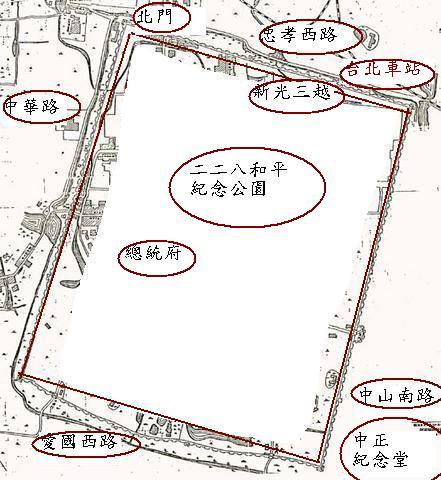
台北城古今対照図。

1993年台北捷運工事中、忠孝西路より千個を超える1メートル*1メートル*3メートルの台北城基石が発掘された。台北市政府は捷運駅に面積約330平方メートルの展示区を設置し、また中山区遼寧公園に石垣を建築している。また2004年には築城120年をテーマとした台北探訪キャンペーンを行なっている。

台北城の城壁は日本統治時代に建設された三線路に位置しており、現在の中山南路が東城壁、愛国西路が南城壁、中華路が西城壁、忠孝西路が北城壁の跡となっている。城内外には総統府、二二八和平紀念公園、中正紀念堂、行政院等の重要建築物が多く見受けられる。